# Artist 2.0
Artist 2.0 è il terzo album in studio del rapper statunitense A Boogie wit da Hoodie, pubblicato nel 2020.

## Tracce
1. Thug Love – 3:01
2. Cinderella Story – 3:05
3. Me and My Guitar – 2:41
4. Might Not Give Up (featuring Young Thug) – 3:45
5. Numbers (featuring Roddy Ricch, Gunna & London on da Track) – 3:08
6. Stain (featuring DaBaby) – 2:55
7. Hit 'Em Up (featuring Trap Manny) – 3:24
8. DTB 4 Life – 2:55
9. Calm Down (Bittersweet) (featuring Summer Walker) – 3:03
10. Another Day Gone (featuring Khalid) – 3:08
11. Good Girls Gone Bad – 1:45
12. Blood on My Denim – 3:16
13. R.O.D. – 3:34
14. Big Shit – 2:32
15. Right Back – 2:42
16. Luv Is Art (featuring Lil Uzi Vert) – 2:41
17. King of My City – 2:28
18. Mood Swings – 2:36
19. Reply (featuring Lil Uzi Vert) – 3:03
20. Streets Don't Love You – 3:21

## Classifiche

### Classifiche settimanali
| Classifica (2020) | Posizione massima |
| ----------------- | ----------------- |
| Australia         | 39                |
| Belgio (Fiandre)  | 39                |
| Canada            | 4                 |
| Danimarca         | 24                |
| Francia           | 110               |
| Germania          | 100               |
| Irlanda           | 24                |
| Norvegia          | 14                |
| Nuova Zelanda     | 24                |
| Paesi Bassi       | 10                |
| Regno Unito       | 11                |
| Stati Uniti       | 2                 |
| Svezia            | 48                |
| Svizzera          | 35                |

### Classifiche di fine anno
| Classifica (2020) | Posizione |
| ----------------- | --------- |
| Stati Uniti       | 48        |